# Frédéric Rubwejanga
Frédéric Rubwejanga, né en 1931 à Nyabinyenga, est l'évêque du diocèse de Kibungo (Rwanda), depuis sa nomination par Jean-Paul II le 30 mars 1992, jusqu'à sa résignation le 28 août 2007.

## Biographie
Frédéric Rubwejanga est ordonné prêtre pour le vicariat apostolique de Kabgayi le 20 septembre 1959.
Le pape Jean-Paul II le nomme évêque de Kibungo le 30 mars 1992. Le cardinal préfet de la Congrégation pour l'évangélisation des peuples, Jozef Tomko, l'a ordonné évêque le 5 juillet de la même année. Les évêques co-consécrateurs étaient Vincent Nsengiyumva, archevêque de Kigali, et Joseph Sibomana, évêque émérite de Kibungo.
Le 28 août 2007, le pape Benoît XVI accepte sa démission pour raison d'âge.
Le 1er novembre 2010, il fait des voeux temporaires chez les trappistes. 